# Grande Pierre de Jouy
Pour les articles homonymes, voir Grande Pierre.
La Grande Pierre de Jouy, est un menhir situé sur la commune de Jouy-le-Moutier dans le département du Val-d'Oise.

## Protection
Le menhir est classé monument historique depuis 1976,.

## Description
Le menhir est signalé en 1874 par Amédée de Caix de Saint-Aymour. À l'époque, le menhir était fortement incliné, il est désormais complètement couché au sol. C'est une dalle de grès tendre de 3 m de longueur pour une largeur comprise entre 2,55 m à la base et 0,90 m au sommet et une épaisseur variant de 0,50 m à 0,20 m. Bien que situé sur un coteau à 20 m d'altitude sur la rive droite de l'Oise, le menhir, même dressé, n'était pas visible du fond de la vallée.